# Robbe Ghys
Robbe Ghys (Hasselt, 11 januari 1997) is een Belgisch baan- en wegwielrenner die anno 2024 rijdt voor Alpecin-Deceuninck.

## Carrière
Al vanaf zijn tijd bij de jeugd, combineert Ghys baan en weg. Dit leverde op nationaal niveau bij de jeugdcategorieën veel Belgische baantitels op. In 2015 volgde als laatstejaars junior zijn eerste internationale medaille. Tijdens het EK won hij samen met Gerben Thijssen zilver in de ploegkoers. Eind 2016 won Ghys zijn eerste grote wedstrijd bij de elite. Tijdens de wereldbeker te Glasgow won hij de scratch, dit door in het slot van de wedstrijd weg te rijden en uiteindelijk zijn twee metgezellen te kloppen in de sprint.

## Palmares

### Baanwielrennen
| Jaar         | BK                                                                                 | EK                                | WK           | OS           | NC                                             | Overig                                                                            |
| Nieuwelingen | Nieuwelingen                                                                       | Nieuwelingen                      | Nieuwelingen | Nieuwelingen | Nieuwelingen                                   | Nieuwelingen                                                                      |
| ------------ | ---------------------------------------------------------------------------------- | --------------------------------- | ------------ | ------------ | ---------------------------------------------- | --------------------------------------------------------------------------------- |
| 2012         | achtervolging · ploegenachtervolging                                               |                                   |              |              |                                                |                                                                                   |
| 2013         | achtervolging · omnium · ploegkoers · puntenkoers · ploegenachtervolging · scratch |                                   |              |              |                                                |                                                                                   |
| Junioren     |                                                                                    |                                   |              |              |                                                |                                                                                   |
| 2014         | achtervolging · omnium · ploegenachtervolging · ploegsprint · scratch · ploegkoers |                                   |              |              |                                                |                                                                                   |
| 2015         | achtervolging · omnium · ploegkoers · puntenkoers · km · scratch                   | ploegkoers                        |              |              |                                                |                                                                                   |
| Beloften     |                                                                                    |                                   |              |              |                                                |                                                                                   |
| 2017         |                                                                                    | ploegkoers · ploegenachtervolging |              |              |                                                |                                                                                   |
| 2018         |                                                                                    |                                   |              |              |                                                |                                                                                   |
| 2019         |                                                                                    | ploegenachtervolging              |              |              |                                                |                                                                                   |
| Elites       |                                                                                    |                                   |              |              |                                                |                                                                                   |
| 2016         | puntenkoers · km                                                                   |                                   |              |              | Apeldoorn: · ploegkoers · ploegenachtervolging | Troféu Internacional Anadia: ploegkoers Glasgow: scratch                          |
| 2017         | derny · puntenkoers · scratch                                                      |                                   |              |              | Cali: · puntenkoers · Pruszków: · scratch      | IBO Gent: ploegkoers Derny Interland Gent Troféu Internacional Anadia: ploegkoers |
| 2018         | ploegkoers · scratch                                                               | ploegkoers                        |              |              | Londen: · ploegenachtervolging                 | Dublin Track GP: omnium, ploegkoers en puntenkoers IBO Gent: ploegkoers           |
| 2019         | ploegkoers · scratch                                                               |                                   | ploegkoers   |              |                                                | Troféu Internacional Andia: ploegkoers 6daagse Gent                               |
| 2020         |                                                                                    |                                   |              |              |                                                |                                                                                   |
| 2021         |                                                                                    |                                   | ploegkoers   |              |                                                | 6daagse Gent                                                                      |
| 2022         | puntenkoers · omnium · ploegkoers                                                  | puntenkoers · ploegkoers          |              |              |                                                | 6daagse Gent                                                                      |
| 2023         | ploegkoers · puntenkoers                                                           |                                   |              |              |                                                | 6daagse Gent                                                                      |
| 2024         |                                                                                    |                                   |              |              | Milton: · ploegkoers                           |                                                                                   |

#### Zesdaagsen
| Nr. | Jaar | Zesdaagse van | Samen met         |
| --- | ---- | ------------- | ----------------- |
| 1   | 2019 | Gent          | Kenny De Ketele   |
| 2   | 2021 | Gent          | Kenny De Ketele   |
| 3   | 2022 | Gent          | Lindsay De Vylder |
| 4   | 2023 | Gent          | Lindsay De Vylder |

### Wegwielrennen
2018
8e etappe An Post Rás
Jongerenklassement An Post Rás
2021
1e etappe Ronde van België

#### Resultaten in voornaamste wedstrijden op de weg
| Jaar | Ronde van Italië | Ronde van Frankrijk | Ronde van Spanje |
| ---- | ---------------- | ------------------- | ---------------- |
| 2020 |                  |                     |                  |
| 2021 |                  |                     |                  |
| 2022 |                  |                     |                  |
| 2023 |                  |                     | opgave           |
| 2024 |                  | 134e                |                  |
| 2025 |                  |                     |                  |

| Jaar | Gent-Wevelgem | Ronde van Vlaanderen | Luik-Bast.‑Luik |
| ---- | ------------- | -------------------- | --------------- |
| 2020 |               |                      | opgave          |
| 2021 | 91e           |                      |                 |
| 2022 | 15e           | 45e                  |                 |
| 2023 | 96e           |                      |                 |
| 2024 |               |                      |                 |
| 2025 | opgave        |                      |                 |

## Ploegen
- 2018 –  Sport Vlaanderen-Baloise
- 2019 –  Sport Vlaanderen-Baloise
- 2020 –  Sport Vlaanderen-Baloise
- 2021 –  Sport Vlaanderen-Baloise
- 2022 –  Sport Vlaanderen-Baloise
- 2023 –  Alpecin-Deceuninck
- 2024 –  Alpecin-Deceuninck
- 2025 –  Alpecin-Deceuninck

Allegaert · Capiot · De Gendt · De Ketele · De Pauw · De Vylder · Declercq · Deltombe · Farazijn · Ghys · Menten · Noppe · Ed. Planckaert · Em. Planckaert · Rickaert · Sprengers · Van Gestel · Van Gompel · Van Hecke · Van Rooy · Verwilst · Warlop
Allegaert · Capiot · De Ketele · De Pauw · De Vylder · Declercq · Deltombe · Ghys · Menten · Noppe · Em. Planckaert · Ed. Planckaert · Sprengers · Van Gestel · Van Gompel · Van Hecke · Van Poucke · Van Rooy · Verwilst · Warlop · Weemaes · Willems
Apers · Berckmoes · Bonneu · Braet · Colman · 
De Pestel · De Vylder · De Wilde · Dens · 
Fretin · Ghys · Herregodts · Hesters · Marit · Mertens · Reynders · Van Poucke · Van Rooy · Vanhoof · Verwilst · Weemaes
Ballerstedt · Bayer · Conci · De Bondt · Dillier · Gaze · Ghys · Gogl · Groves · Hermans · Janssens · Kragh Andersen · Krieger · Leysen · Mareczko · Meurisse · Oldani · Osborne · Philipsen · Planckaert · Plowright · Rickaert · Riesebeek · Sbaragli · Sinkeldam · Stannard · Taminiaux · Van Den Bossche · van der Poel  · Vermeersch
Ballerstedt · Bayer · Boven · Conci · Dillier · Gaze · Ghys · Gogl · Groves · Hermans · Hollmann · Janssens · Kielich · Kragh Andersen · Laurance · Leysen · Meurisse · Osborne · Philipsen · Planckaert · Plowright · Rickaert · Riesebeek · Sinkeldam · Uhlig · Van Den Bossche · van der Poel  · Van Tricht · Vergallito · Vermeersch
Bayer · Boven · Debruyne · Dehairs · Del Grosso · Dillier · Gaze · Ghys · Glivar · Gogl · Groves · Hermans · Hollmann · Janssens · Kielich · Meurisse · Philipsen · Planckaert · Plowright · Price-Pejtersen · Rickaert · Riesebeek · Uhlig · Van Den Bossche · van der Poel · Van Tricht · Vergallito · Vermeersch